# Carlsberg Funktionærforening 1934-1937
Carlsberg Funktionærforening 1934-1937 er en dansk dokumentarisk optagelse fra 1937. Filmen indeholder klip fra årlige udflugter afholdt af funktionærforeningen på Carlsbergbryggeriet.

## Handling
Optagelser fra Carlsberg Funktionærforenings sommerudflugter 1934-1937.
I juli 1934 går udflugten til Hven. Foreningen mødes på Københavns Havn, hvor de går ombord på en af Øresundsselskabets både. Så går turen til Hven og Restaurant Turistgaarden. Der er vind i sejlende og højt humør ombord. 
I sommeren 1935 skal foreningen til Vallø, Stevns og Rødvig. Første stop er Vallø Strandhotel, hvor deltagerne hygger sig med diverse udendørsaktiviteter. Næste stop er Stevns Klint, hvor klinten bliver betragtet fra søsiden. Nu har deltagerne samlet nok appetit til at indtage det store kolde bord på Rødvig Kro, men inden da er der lige tid til en lille gåtur på havnen i Rødvig. 
1936 er det store olympiadeår, og det markerer foreningen på deres sommerudflugt, der denne gang går til Esrom Kro. Her udkæmpes forskellige kampe om mesterskaberne i ægge- og sækkevæddeløb, inden turen går videre til Hulerød Badehotel, hvor nogle af deltagerne svømmer om kap. 
1937 står i skovturens tegn. På Lindenborg Kro gør foreningen holdt for at drikke kaffe i det grønne, og i Jægerspris nydes en afsvalende øl på Jægerspris Slotskro. Hele turen kulminerer på Ny Holte Hotel, hvor det store kolde bord venter på de sultne deltagere.